# Plongeon aux Jeux olympiques d'été de 1996
Navigation
Barcelone 1992 Sydney 2000
À l'occasion des Jeux olympiques d'été de 1996, quatre compétitions de plongeon furent organisées dans le Centre aquatique du Georgia Institute of Technology situé à Atlanta du 26 juillet au 2 août. 121 plongeurs venus de 40 pays se disputèrent les 12 médailles mises en jeu.

## Tableau des médailles pour le plongeon
| Place | Nation     | Médaille d'or | Médaille d'argent | Médaille de bronze | Total |
| ----- | ---------- | ------------- | ----------------- | ------------------ | ----- |
| 1     | Chine      | 3             | 1                 | 1                  | 5     |
| 2     | Russie     | 1             | 1                 | 0                  | 2     |
| 3     | Allemagne  | 0             | 2                 | 0                  | 2     |
| 4     | États-Unis | 0             | 0                 | 2                  | 2     |
| 5     | Canada     | 0             | 0                 | 1                  | 1     |

## Participants par nations
| - Allemagne (7) - Arménie (2) - Australie (7) - Autriche (2) - Azerbaïdjan (1) - Biélorussie (5) - Bolivie (1) - Bulgarie (1) - Canada (6) - Chine (7) | - Chinese Taipei (2) - Corée du Nord (3) - Corée du Sud (4) - Costa Rica (1) - Espagne (5) - États-Unis (8) - France (1) - Géorgie (2) - Grèce (1) - Hong Kong (1) | - Hongrie (2) - Italie (2) - Japon (2) - Kazakhstan (5) - Koweït (2) - Mexique (5) - Porto Rico (2) - Roumanie (3) - Royaume-Uni (5) - Russie (7) | - Sri Lanka (1) - Suède (3) - Suisse (1) - Tadjikistan (2) - Thaïlande (2) - Ukraine (6) - Uruguay (1) - Venezuela (1) - Yougoslavie (2) - Zimbabwe (1) |

## Résultats
Classements des finales

### Tremplin 3 mètres
| Rang               | Pays        | Plongeur         | Points |
| ------------------ | ----------- | ---------------- | ------ |
| Médaille d'or      | Chine       | Xiong Ni         | 701,46 |
| Médaille d'argent  | Chine       | Yu Zhuocheng     | 690,93 |
| Médaille de bronze | États-Unis  | Mark Lenzi       | 686,49 |
| 4                  | États-Unis  | Scott Donie      | 666,93 |
| 5                  | Russie      | Dmitri Sautin    | 644,67 |
| 6                  | Australie   | Michael Murphy   | 640,95 |
| 7                  | Allemagne   | Jan Hempel       | 622,32 |
| 8                  | Mexique     | Fernando Platas  | 619,98 |
| 9                  | Russie      | Valery Statsenko | 597,69 |
| 10                 | Biélorussie | Andrey Semeniouk | 595,56 |
| 11                 | Ukraine     | Roman Volod'kov  | 593,13 |
| 12                 | Allemagne   | Andreas Wels     | 583,56 |

| Rang               | Pays       | Pongeuse        | Points |
| ------------------ | ---------- | --------------- | ------ |
| Médaille d'or      | Chine      | Fu Mingxia      | 547,68 |
| Médaille d'argent  | Russie     | Irina Lashko    | 512,19 |
| Médaille de bronze | Canada     | Annie Pelletier | 509,64 |
| 4                  | États-Unis | Melisa Moses    | 507,99 |
| 5                  | Ukraine    | Olena Zhupina   | 507,27 |
| 6                  | Japon      | Yuki Motobuchi  | 506,04 |
| 7                  | Russie     | Vera Ilina      | 493,56 |
| 8                  | Suède      | Anna Lindberg   | 489,81 |
| 9                  | États-Unis | Jenny Keim      | 486,63 |
| 10                 | Kazakhstan | Irina Vyguzova  | 475,92 |
| 11                 | Allemagne  | Claudia Bockner | 455,70 |
| 12                 | Ukraine    | Iryna Pissareva | 448,02 |

### Plateforme 10 mètres
| Rang               | Pays        | Plongeur            | Points |
| ------------------ | ----------- | ------------------- | ------ |
| Médaille d'or      | Russie      | Dmitri Sautin       | 692,34 |
| Médaille d'argent  | Allemagne   | Jan Hempel          | 663,27 |
| Médaille de bronze | Chine       | Xiao Hailiang       | 658,20 |
| 4                  | Chine       | Tian Liang          | 648,18 |
| 5                  | Russie      | Vladimir Timoshinin | 628,59 |
| 6                  | États-Unis  | David Pichler       | 607,11 |
| 7                  | Mexique     | Fernando Platas     | 603,03 |
| 8                  | Allemagne   | Michael Kühne       | 583,98 |
| 9                  | États-Unis  | Patrick Jeffrey     | 560,22 |
| 10                 | Japon       | Ken Terauchi        | 559,89 |
| 11                 | Biélorussie | Sergey Kudrevich    | 528,00 |
| 12                 | Autriche    | Richard Frece       | 503,64 |

| Rang               | Pays        | Pongeuse           | Points |
| ------------------ | ----------- | ------------------ | ------ |
| Médaille d'or      | Chine       | Fu Mingxia         | 521,58 |
| Médaille d'argent  | Allemagne   | Annika Walter      | 479,22 |
| Médaille de bronze | États-Unis  | Mary Ellen Clark   | 472,95 |
| 4                  | États-Unis  | Becky Ruehl        | 455,19 |
| 5                  | Chine       | Guo Jingjing       | 447,21 |
| 6                  | Ukraine     | Olena Zhupina      | 437,01 |
| 7                  | Kazakhstan  | Irina Vyguzova     | 432,60 |
| 8                  | Russie      | Olga Kristoforova  | 426,12 |
| 9                  | Royaume-Uni | Hayley Allen       | 418,11 |
| 10                 | Roumanie    | Clara Elena Ciocan | 413,46 |
| 11                 | Autriche    | Anja Richter       | 408,45 |
| 12                 | Allemagne   | Ute Wetzig         | 367,35 |

## Source
- (fr) Rapport officiel des Jeux olympiques d'Atlanta. [PDF]